# Espérance sportive de M'djoiezi
L'Espérance Sportive de M'Djoiezi (en arabe : الترجي الرياضي مجويزي هامبو), plus couramment abrégé en ES M'Djoiezi, est un club comorien de football basé à M'Djoiezi Hambou sur l'île de Grande Comore et fondé en 1965.
Le club évolue en deuxième division du pays.

## Palmarès
| Compétitions nationales                       |
| --------------------------------------------- |
| - Coupe des Comores (1) : - Vainqueur : 1996. |